# 陸軍大学校卒業生一覧
陸軍大学校卒業生一覧（りくぐんだいがっこうそつぎょうせいいちらん）は、日本陸軍の陸軍大学校卒業生の一覧である。

## 卒業生
※冒頭太字は入校年月日、卒業年月日、卒業者数の順で並べた。
※第7期卒業生までは全ての卒業生を掲げ、以後は成績優秀者及び主要なる人物を掲げた。

### 1期（明治18年卒）
明治16年4月12日入校、明治18年12月24日卒業、10名
- 秋山好古 大将、教育総監（日本騎兵の父。日露戦争時の騎兵第1旅団長。）陸大は下から2番目で卒業
- 井口省吾 大将、朝鮮駐剳軍司令官
- 石橋健蔵 中将
- 仙波太郎 中将、優等
- 東條英教 中将、首席（ただし陸士卒ではない）優等（東條英機の父。）
- 長岡外史 中将（卒業席次は最下位）
- 藤井茂太 中将
- 山口圭蔵 少将、優等
- 榊原宰之助 歩兵少佐
- 山田一男 歩兵少佐

### 2期（明治19年卒）
明治17年2月15日入校、明治19年12月28日卒業、9名
- 落合豊三郎 中将
- 渋谷在明 中将、優等
- 谷田文衛 中将
- 林太一郎 中将
- 井口五郎 少将
- 清水金生 歩兵大佐
- 金子直寿 砲兵中佐
- 榊原忠誠 歩兵少佐、優等、戦死
- 岡三郎 工兵大尉

### 3期（明治20年卒）
明治18年4月入校、明治20年12月10日卒業、7名
- 松川敏胤 大将、優等、朝鮮軍司令官
- 児島八二郎 少将、優等
- 黒沢源三郎 少将
- 恒吉忠道 少将、優等
- 吉田貞 歩兵大佐、戦死
- 加藤錬太郎 歩兵中佐
- 金窪義孝 三等監督、歩兵から転科

### 4期（明治21年卒）
明治19年1月19日入校、明治21年11月28日卒業、13名
- 内山小二郎 大将、優等、侍従武官長
- 大井成元 大将、浦塩派遣軍司令官
- 仁田原重行 大将、東京衛戍総督
- 岡市之助 中将、陸軍大臣
- 大沢界雄 中将、優等
- 野口坤之 中将
- 林太郎 中将
- 佐野勝次郎 少将
- 依田昌兮 少将 従四位 歩兵第36旅団長（大正4年1月〜6年9月 第五代熊本市長）
- 石黒千久之助 歩兵大佐
- 川崎雅次郎 歩兵大尉
- 永見松太郎 歩兵大尉
- 西野入賢吉 歩兵中尉

### 5期（明治22年卒）
明治20年1月31日入校、明治22年12月9日卒業、10名
- 明石元二郎 大将、台湾総督
- 立花小一郎 大将、優等、浦塩派遣軍司令官
- 阿部貞次郎 中将
- 小原伝 中将、優等
- 斎藤力三郎 中将
- 大野賢一郎 主計総監、歩兵から転科
- 水島辰男 少将
- 橋本三郎 少将
- 沢井直三郎 歩兵中佐
- 田口誠三郎 工兵大尉、優等

### 6期（明治23年卒）
明治20年11月20日入校、明治23年12月23日卒業、12名
- 宇都宮太郎 大将、優等、朝鮮軍司令官
- 重見熊雄 中将
- 柴勝三郎 中将
- 竹下平作 中将
- 松石安治 中将、優等
- 星野金吾 中将、首席
- 隅徳三 主計総監、歩兵より転科
- 生井順造 少将
- 吉岡竹次郎 少将
- 小久保善之助 砲兵大佐
- 折下勝造 歩兵中佐、戦死
- 山田義三郎 歩兵少佐、優等

### 7期（明治24年卒）
明治21年11月27日入校、明治24年11月28日卒業、9名
- 由比光衛 大将、首席、青島守備軍司令官
- 足立愛蔵 中将
- 飯田左門 中将
- 宇宿行輔 中将
- 蠣崎富三郎 中将、優等
- 森川武 中将
- 藤井養三 歩兵大佐
- 遠藤五郎 歩兵少佐、戦死
- 梶川重太郎 歩兵少佐、優等

### 8期（明治25年卒）
明治22年12月2日入校、明治25年12月2日卒業、17名
- 大庭二郎 大将、優等、教育総監
- 河合操 大将、参謀総長
- 田中義一 大将、陸軍大臣、立憲政友会第5代総裁、内閣総理大臣
- 山梨半造 大将、陸軍大臣
- 橋本勝太郎 中将、優等
- 栗田直八郎 中将
- 藤井幸槌 中将
- 河村秀一 少将、首席
- 伊豆凡夫 少将
- 佐伯運之祐 歩兵少佐

### 9期（明治26年卒）
明治23年11月23日入校、明治26年11月30日卒業、14名
- 福田雅太郎 大将、関東戒厳司令官
- 町田経宇 大将、サガレン州派遣軍司令官
- 有田恕 中将、優等
- 鋳方徳蔵 中将、首席
- 白井二郎 中将、優等
- 小池安之 中将
- 高橋義章 中将
- 白水淡 中将
- 吉岡友愛 歩兵大佐（戦死）

### 10期（明治29年卒）
明治24年11月入校、明治27年7月24日中退、明治29年2月29日復校、明治29年3月11日卒業、17名（日清戦争期の為変則）
- 尾野実信 大将、首席、関東軍司令官
- 山田隆一 中将、優等
- 古海厳潮 中将、優等
- 山田良水 中将
- 福原銭太郎 中将
- 中村幸 少将、優等
- 加瀬倭武 少将

### 11期（明治30年卒）
明治25年12月入校、明治27年7月24日中退、明治29年2月29日復校、明治30年12月13日卒業、14名（日清戦争期の為変則）
- 菊池慎之助 大将、朝鮮軍司令官
- 河村正彦 中将
- 斎藤季治郎 中将
- 浄法寺五郎 中将、優等
- 西川虎次郎 中将
- 与倉喜平 中将
- 吉田平太郎 中将、優等
- 草生政恒 少将
- 坂田虎之助 歩兵大佐
- 佐々木一郎 輜重兵中佐、首席
- 木下宇三郎 中将、第12師団長

### 12期（明治31年卒）
明治26年11月27日入校、明治27年7月24日中退、明治29年2月29日復校、明治31年12月27日卒業、17名（日清戦争期の為変則）
- 白川義則 大将、上海派遣軍司令官、傷死
- 鈴木荘六 大将、優等、参謀総長
- 金久保万吉 中将
- 児島惣次郎 中将、首席
- 近野鳩三 中将
- 鈴木朝資 少将、優等
- 森邦武 少将
- 矢野伊平 砲兵大佐、優等

### 13期（明治32年卒）
明治29年12月入校、明治32年12月21日卒業、41名
- 武藤信義 元帥、首席、関東軍司令官
- 菅野尚一 大将、台湾軍司令官
- 奈良武次 大将、侍従武官長
- 森岡守成 大将、優等、朝鮮軍司令官
- 大野豊四 中将
- 奥村鋭作 中将、優等
- 稲垣三郎 中将、優等
- 神頭勝弥 中将
- 志岐守治 中将
- 高柳保太郎 中将
- 高山公通 中将
- 田村沖之甫 中将
- 中島正武 中将
- 三原辰次 中将、優等
- 山田陸槌 中将
- 渡辺為太郎 中将
- 蟻川五郎作 少将
- 岩谷龍太郎 少将
- 野沢悌吾 少将
- 山根一貫 少将
- 吉橋徳三郎 少将、自決
- 渡辺兼二 少将、優等

### 14期（明治33年卒）
明治30年12月28日入校、明治33年12月20日卒業、39名
- 磯村年 大将、優等、東京警備府司令官
- 井上幾太郎 大将、航空本部長
- 田中国重 大将、優等、台湾軍司令官
- 宇垣一成 大将、優等、陸軍大臣、朝鮮総督
- 石坂善次郎 中将
- 石光真臣 中将
- 小野寺重太郎 中将
- 坂西利八郎 中将、優等
- 竹上常三郎 中将
- 種子田秀実 中将
- 浜面又助 中将
- 市川堅太郎 中将
- 東乙彦 中将
- 星野庄三郎 中将
- 矢野目孫一 中将
- 岡本茂若 少将
- 沓谷栄輔 少将
- 高橋綏次郎 少将
- 津野田是重 少将、優等
- 藤津準一 少将
- 古川岩太郎 少将
- 矢木亮太郎 少将
- 山田軍太郎 少将
- 高塚疆 歩兵少佐、首席

### 15期（明治34年卒）
明治31年12月27日入校、明治34年11月28日卒業、40名
- 金谷範三 大将、優等、参謀総長
- 岸本鹿太郎 大将、東京警備司令官
- 朝久野勘十郎 中将、優等
- 井上一次 中将
- 岡田重久 中将
- 奥野英太郎 中将
- 国司伍七 中将、優等
- 佐藤小次郎 中将
- 田村守衛 中将、首席
- 津野一輔 中将
- 長坂研介 中将
- 引田乾作 中将
- 尾藤知勝 中将
- 向西兵庫 中将、優等
- 村田信乃 中将
- 柚原完蔵 中将
- 和田亀治 中将
- 上田太郎 中将
- 市来保二郎 少将
- 市瀬敬三郎 少将
- 小川賢之助 少将
- 加藤豊三郎 少将
- 斎藤常三郎 少将、優等
- 東郷辰二郎 少将
- 安原啓太郎 少将

### 16期（明治35年卒）
明治32年12月13日入校、明治35年11月28日卒業、44名
- 久邇宮邦彦王 元帥、優等
- 菱刈隆 大将、関東軍司令官
- 伊丹松雄 中将
- 稲垣清 中将
- 内野辰次郎 中将
- 奥平俊蔵 中将
- 白石通則 中将
- 曽田孝一郎 中将
- 高橋於兎丸 中将
- 福田彦助 中将
- 宮地久寿馬 中将
- 村岡長太郎 中将、優等
- 安満欽一 中将
- 吉岡顕作 中将、首席
- 渡辺寿 中将
- 山田良之助 中将
- 吉江石之助 中将
- 木村戒自 中将
- 上田兵吉 少将
- 大竹沢治 少将、優等
- 小沢三郎 少将、優等
- 河野恒吉 少将
- 東正彦 少将
- 樋口喜吉 少将
- 小田切政純 少将、優等
- 桜井文雄 歩兵少佐、優等

### 17期（明治36年卒）
明治33年12月15日入校、明治36年11月28日卒業、45名
- 畑英太郎 大将、優等、関東軍司令官
- 林銑十郎 大将、朝鮮軍司令官、陸軍大臣、内閣総理大臣
- 渡辺錠太郎 大将、首席、台湾軍司令官、教育総監（二・二六事件で暗殺）
- 南次郎 大将、陸軍大臣、朝鮮総督
- 上原平太郎 中将
- 香椎秀一 中将、由良要塞司令官
- 木原清 中将
- 木原仙八 中将
- 桑田安三郎 中将
- 小泉六一 中将
- 柴山重一 中将
- 高田豊樹 中将
- 永井来 中将、優等
- 波多野義彦 中将
- 林弥三吉 中将
- 福原佳哉 中将、優等
- 家永直太郎 少将
- 磯部昌朔 少将
- 高梨慶三郎 少将
- 馬場儀雄 少将
- 守永弥惣次 少将
- 吉村健蔵 歩兵大佐、第14師団参謀長
- 小野寺益 砲兵少佐、優等
- 権藤久宣 歩兵少佐、優等
- 川喜多大治郎 砲兵大尉、卒業席次は最下位（1908年に北京で私服日本軍憲兵に暗殺・川喜多長政の父）

### 18期（明治39年卒）
明治34年10月入校、明治37年2月9日中退、明治39年3月20日復校、明治39年11月28日卒業、34名（日露戦争期の為変則）
- 松井石根 大将、優等、台湾軍司令官、中支那方面軍司令官（極東国際軍事裁判で絞首刑）
- 菊池武夫 中将、男爵、貴族院議員、奉天特務機関長、旧米良領主家当主
- 貴志弥次郎 中将、下関要塞司令官
- 木下文次 中将
- 佐藤信 中将
- 堀田正一 中将、優等
- 松井兵三郎 中将
- 渡辺金造 中将
- 石井常造 少将
- 武川寿輔 少将
- 壬生基義 少将
- 樋口鉄太郎 歩兵大佐、首席
- 樋渡盛広 歩兵大佐、優等
- 上島源二 歩兵中佐、優等
- 豊田鉄蔵 歩兵少佐、優等

### 19期（明治40年卒）
明治35年8月9日入校、明治37年2月9日中退、明治39年3月20日復校、明治40年11月30日卒業、33名（日露戦争期の為変則）
- 荒木貞夫 大将、首席、教育総監部本部長、陸軍大臣、文部大臣
- 阿部信行 大将、優等、台湾軍司令官、内閣総理大臣
- 真崎甚三郎 大将、優等、教育総監、台湾軍司令官
- 松木直亮 大将、第14師団長
- 本庄繁 大将、関東軍司令官、侍従武官長
- 赤井春海 中将
- 新井亀太郎 中将
- 金山久松 中将
- 黒沢準 中将、優等
- 斎藤恒 中将
- 長谷川直敏 中将
- 三好一 中将
- 原口初太郎 中将、優等
- 二子石官太郎 中将
- 松本五左衛門 中将
- 金山久松 中将
- 小野庄造 少将
- 小出三郎 少将
- 堀内龍明 少将
- 小松慶也 騎兵大尉、優等

### 20期（明治41年卒）
明治36年8月3日入校、明治37年2月9日中退、明治39年3月20日復校、明治41年11月30日卒業、38名（日露戦争期の為変則）
- 川島義之 大将、優等、朝鮮軍司令官
- 林仙之 大将、東京警備司令官
- 大平善市 中将
- 川村尚武 中将
- 斉藤義夫 中将
- 坂部十寸穂 中将、優等
- 篠田次助 中将
- 関谷連三 中将
- 西田恒夫 中将
- 松井七夫 中将
- 室兼次 中将
- 服部真彦 中将
- 山本鶴一 中将
- 五味為吉 少将、優等
- 長野幾麿 少将、首席
- 溝口直亮 少将、優等
- 馬淵直逸 少将
- 本城嘉守 少将
- 三輪秀一 少将、第11師団参謀長、シベリア出兵で戦死（没後少将に進級）
- 竹内栄喜 少将
- 栗原幸衛 大佐、病死
- 井上謙吉 工兵少佐、優等

### 21期（明治42年卒）
明治39年11月22日入校、明治42年12月3日卒業、55名
- 寺内寿一 元帥、陸軍大臣、南方軍総司令官
- 植田謙吉 大将、関東軍司令官
- 中村孝太郎 大将、陸軍大臣、朝鮮軍司令官
- 西義一 大将、東部防衛司令官
- 古荘幹郎 大将、首席、台湾軍司令官
- 荒蒔義勝 中将
- 井染祿朗 中将
- 岡本連一郎 中将、優等
- 香椎浩平 中将、東京警備司令官
- 蒲穆 中将
- 郷田兼安 中将
- 小杉武司 中将
- 四王天延孝 中将
- 建川美次 中将、優等
- 多門二郎 中将
- 筒井正雄 中将、優等
- 外山豊造 中将
- 秦真次 中将
- 林桂 中将、優等
- 原田敬一 中将
- 広瀬寿助 中将
- 古谷清 中将
- 森連 中将
- 森寿 中将
- 斎藤稔 少将
- 斎藤瀏 少将
- 山口十八 少将
- 谷川清次 歩兵中佐、優等

### 22期（明治43年卒）
明治40年12月10日入校、明治43年11月29日卒業、51名
- 竹田宮恒久王 皇族、少将
- 杉山元 元帥、陸軍大臣、参謀総長、自決
- 畑俊六 元帥、首席、第2総軍司令官、台湾軍司令官
- 小磯國昭 大将、内閣総理大臣、朝鮮軍司令官
- 西尾寿造 大将、優等、支那派遣軍総司令官。A級戦犯として逮捕。
- 二宮治重 中将、優等
- 浅田良逸 中将
- 飯田恒次郎 中将
- 梅崎延太郎 中将
- 厚東篤太郎 中将
- 児玉友雄 中将
- 清水喜重 中将
- 橋本虎之助 中将
- 広瀬猛 中将
- 深見新之助 中将
- 三毛一夫 中将
- 三宅光治 中将、獄死
- 山崎定義 中将
- 若山善太郎 中将
- 毛内靖胤 中将
- 武田額三 少将、優等
- 角田政之助 少将、優等
- 友森繁治郎 少将、優等
- 長谷部照俉 少将
- 水町竹三 少将、満州国軍中将
- 福井重記 大佐

### 23期（明治44年卒）
明治41年12月25日入校、明治44年11月29日卒業、52名
- 梅津美治郎 大将、首席、陸軍次官、終戦時の参謀総長
- 蓮沼蕃 大将、侍従武官長
- 前田利為 大将、優等、ボルネオ守備軍司令官、戦死
- 猪狩亮介 中将
- 入江仁六郎 中将
- 小川恒三郎 中将
- 小畑敏四郎 中将、優等
- 川岸文三郎 中将
- 坂本政右衛門 中将
- 佐藤子之助 中将
- 篠塚義男 中将、優等、自決
- 渋谷伊之彦 中将
- 嶋永太郎 中将
- 末松茂治 中将
- 下元熊弥 中将
- 鈴木美通 中将
- 永田鉄山 中将、優等、陸軍省軍務局長
- 原田貞吉 中将
- 森田宣 中将
- 藤岡万蔵 少将、優等、殉職
- 須田實 少将
- 中屋良雄 少将
- 山中三郎 少将
- 谷実夫 少将
- 金子因之 少将
- 立見豊丸 砲兵大佐

### 24期（大正元年卒）
明治42年12月25日入校、大正元年11月25日卒業、54名
- 土肥原賢二 大将、教育総監、第1総軍司令官（極東国際軍事裁判で絞首刑）
- 山田乙三 大将、関東軍総司令官
- 酒井鎬次 中将、優等
- 谷寿夫 中将、優等、法務死
- 柳川平助 中将、優等
- 瀬川章友 中将、優等
- 飯田貞固 中将
- 市瀬源助 中将
- 伊東政喜 中将
- 稲葉四郎 中将
- 岩越恒一 中将
- 牛島貞雄 中将
- 江橋英次郎 中将
- 大谷一男 中将
- 香月清司 中将、盧溝橋事件時の支那駐屯軍司令官、駐屯軍幹部と対立し予備役
- 佐藤三郎 中将
- 鈴木重康 中将
- 時乗寿 中将
- 中岡弥高 中将
- 松浦淳六郎 中将
- 山岡重厚 中将
- 吉富庄祐 中将
- 沖直道 少将
- 黒田周一 少将
- 小嶋時久 少将
- 篠原四郎 少将
- 平山繁 少将
- 吉永吉次 少将
- 村井清規 少将
- 緒方信俊 騎兵大佐、首席
- 広瀬円治 歩兵少佐、優等
- 黒木親慶 歩兵少佐

### 25期（大正2年卒）
明治43年12月12日入校、大正2年11月26日卒業、55名
- 岡村寧次 大将、支那派遣軍総司令官
- 多田駿 大将、参謀次長、北支那方面軍司令官
- 宇佐美興屋 中将、優等
- 園部和一郎 中将、優等
- 安井藤治 中将、優等
- 渡久雄 中将、優等
- 上野良丞 中将
- 牛島実常 中将
- 大塚堅之助 中将
- 郷竹三 中将
- 佐村益雄 中将
- 田代皖一郎 中将
- 中島今朝吾 中将
- 中山蕃 中将
- 藤田進 中将
- 武藤一彦 中将
- 矢野機 中将
- 島省三 中将
- 佐枝義重 中将
- 田中稔 中将
- 大島陸太郎 少将
- 継屯 少将
- 長岡正雄 少将
- 林真 少将
- 福島格次 少将
- 森五六 少将
- 高橋勘二 少将
- 高屋庸彦 少将
- 高橋捨次郎 砲兵中佐、優等
- 西原貫一 歩兵中佐、首席

### 26期（大正3年卒）
明治44年12月12日入校、大正3年11月27日卒業、62名
- 朝香宮鳩彦王 皇族、大将
- 東久邇宮稔彦王 皇族、大将、内閣総理大臣
- 安藤利吉 大将、優等、第10方面軍司令官兼台湾総督、台湾軍司令官、自決
- 塚田攻 大将、飛行機事故により殉職
- 藤江恵輔 大将、東部軍司令官
- 山脇正隆 大将、首席、陸軍次官、ボルネオ守備軍司令官
- 井関隆昌 中将、優等
- 今井清 中将、優等
- 久納誠一 中将、優等
- 桑木崇明 中将、優等
- 斎藤弥平太 中将
- 澤田茂 中将
- 秦雅尚 中将
- 原常成 中将
- 松田巻平 中将
- 安岡正臣 中将
- 田島栄次郎 中将
- 柳下重治 中将
- 儀峨徹二 中将
- 高木義人 中将
- 中村音吉 中将
- 山田健三 中将
- 大場弥平 少将
- 柴平四郎 少将
- 苫米地四楼 少将
- 林幸司 少将
- 平野助九郎 少将
- 役山久義 少将
- 渡辺謙 少将
- 大内収多 少将
- 佐々木吉良 少将
- 山口三郎 少将
- 星川久七 少将
- 大谷清麿 少将
- 山本寿美 少将
- 秋川正義 少将
- 河本大作 大佐

### 27期（大正4年卒）
大正元年12月13日入校、大正4年12月11日卒業、56名
- 北白川宮成久王 皇族、砲兵大佐
- 岡部直三郎 大将、第3方面軍司令官
- 河辺正三 大将、優等、ビルマ方面軍司令官
- 東條英機 大将、陸相、首相、参謀総長（極東国際軍事裁判で絞首刑）
- 今村均 大将、首席、第8方面軍（ラバウル）司令官、部下とマヌス島服役
- 本間雅晴 中将、優等、第14軍司令官、法務死
- 鷲津鈆平 中将、優等
- 河村恭輔 中将
- 菊池門也 中将
- 小松原道太郎 中将
- 大島浩 中将、駐独大使
- 磯谷廉介 中将、関東軍参謀長、香港総督
- 横山勇 中将
- 草場辰巳 中将 極東国際軍事裁判にソ連側証人として出廷時の昭和21年9月20日未明、青酸カリの服毒により自決
- 飯田祥二郎 中将
- 沼田徳重 中将
- 篠原次郎 中将
- 小泉恭次 中将
- 大串敬吉 中将
- 谷口元治郎 中将
- 広野太吉 中将
- 鈴木春松 中将
- 田村元一 中将
- 牧野正迪 中将
- 金子定一 少将
- 工藤義雄 少将
- 依田四郎 少将
- 星松尾 少将
- 伊藤貞雄 少将
- 鴨脚光弘 歩兵中佐、優等
- 見留喜兵衛 歩兵少佐、優等

### 28期（大正5年卒）
大正2年12月13日入校、大正5年11月25日卒業、56名
- 板垣征四郎 大将、第7方面軍司令官、陸相（極東国際軍事裁判で絞首刑）
- 牛島満 大将、第32軍司令官（沖縄戦を指揮）、自決
- 木村兵太郎 大将、陸軍次官、ビルマ方面軍司令官（極東国際軍事裁判で絞首刑）
- 下村定 大将、首席、北支那方面軍司令官
- 田中静壱 大将、優等、第12方面軍司令官、自決
- 山下奉文 大将、優等、第25軍司令官、第14方面軍司令官（マニラ大虐殺の責任を問われ処刑）
- 吉本貞一 大将、優等、第11方面軍司令官、自決
- 上村清太郎 中将
- 小笠原数夫 中将
- 荻洲立兵 中将、第6軍司令官
- 酒井隆 中将、第23軍司令官（香港攻略作戦を指揮）、法務死
- 佐藤正三郎 中将
- 尾高亀蔵 中将、第3軍司令官
- 値賀忠治 中将
- 豊嶋房太郎 中将
- 橋本群 中将、優等、支那駐屯軍参謀長、ノモンハンで予備役
- 原田熊吉 中将、法務死
- 平田健吉 中将
- 藤井洋治 中将、戦死
- 村上啓作 中将、優等、第3軍の最後の司令官（満洲）
- 中井良太郎 中将
- 黒田重徳 中将、第14方面軍司令官
- 吉住良輔 中将
- 太田勝海 中将
- 周山満蔵 中将
- 松村正員 中将
- 井上三郎 少将、侯爵
- 井上乙彦 少将
- 手塚省三 少将
- 長嶺亀助 少将
- 瀬川四郎 少将
- 桑名照弐 少将
- 近藤清 少将
- 角和善助 少将
- 長岡寿吉 少将
- 岡田実 少将
- 桜井正信 少将
- 山県楽水 少将
- 吉村憬 少将
- 山田長三郎 大佐、自決

### 29期（大正6年卒）
大正3年12月12日入校、大正6年11月27日卒業、57名
- 後宮淳 大将、第3方面軍（満洲）司令官 1956年12月26日シベリア抑留より復員
- 井出宣時 中将、首席
- 木下敏 中将、優等
- 鈴木貞一 中将、興亜院政務部長、国務大臣兼企画院総裁
- 常岡寛治 中将、優等
- 町尻量基 中将、優等
- 和田盈 中将、優等
- 渡辺右文 中将、優等
- 甘粕重太郎 中将
- 本多政材 中将
- 吉田悳 中将
- 上月良夫 中将、第二軍司令官、駐蒙軍司令官、第11軍司令官、第17方面軍司令官兼朝鮮軍管区司令官、第一復員次官、厚生省復員局長
- 熊谷敬一 中将
- 土橋一次 中将
- 安藤三郎 中将
- 牟田口廉也 中将、第15軍司令官（インパール作戦を指揮）
- 浜本喜三郎 中将
- 中川広 中将
- 佐々木到一 中将
- 松井太久郎 中将
- 大久保雄賢 中将
- 浦澄江 中将
- 浅川一衛 中将
- 佐伯清一 中将
- 井出鉄蔵 中将
- 安藤麟三 中将
- 石田保秀 中将
- 赤松寅七 少将
- 加藤保太郎 少将
- 若竹又男 少将
- 高橋省三郎 少将
- 秋山静太郎 少将
- 福島和吉郎 少将
- 秋山充三郎 少将
- 高良弼 少将

### 30期（大正7年卒）
大正4年11月29日入校、大正7年11月29日卒業、60名
- 阿南惟幾 大将、第2方面軍司令官、終戦時の陸相、自決
- 石原完爾 中将、優等、参謀本部第1部長、第16師団長、昭和16年に予備役
- 笠原幸雄 中将、優等
- 菰田康一 中将、優等
- 鈴木率道 中将、首席
- 岩松義雄 中将
- 大賀茂 中将
- 片山省太郎 中将
- 重藤千秋 中将
- 島本正一 中将
- 清水規矩 中将
- 関亀治 中将
- 瀬谷啓 中将
- 田中久一 中将
- 田辺盛武 中将
- 樋口季一郎 中将、元満州国ハルピン特務機関長、第5方面軍司令官、イスラエル建国功労者（ユダヤ人救済の功績で「黄金の碑」に名前が載せられる）
- 坂西一良 中将
- 中島鉄蔵 中将
- 田尻昌次 中将
- 青木成一 中将
- 長瀬武平 中将
- 内藤正一 中将
- 横山正雄 中将
- 伊藤義雄 中将
- 人見与一 中将
- 和田義雄 中将
- 石井虎雄 少将
- 儀我誠也 少将
- 田北惟 少将
- 中尾忠彦 少将
- 倉茂周蔵 少将
- 安井栄三郎 少将
- 大野宣明 少将
- 奥保夫 少将
- 青木敬一 少将
- 池田水藻 少将
- 石田保政 歩兵大佐、優等
- 古荘陸生 歩兵大尉、優等

### 31期（大正8年卒）
大正5年12月9日入校、大正8年11月26日卒業、60名
- 小畑英良 大将、優等、第31軍（トラック島）司令官、戦死
- 喜多誠一 大将、第1方面軍（満洲）司令官
- 鈴木宗作 大将、首席、第35軍（フィリピン）司令官、戦死
- 今村勝次 中将
- 秦彦三郎 中将、関東軍総参謀長
- 神田正種 中将
- 北野憲造 中将
- 桜井省三 中将、優等
- 寺倉正三 中将、優等
- 下野一霍 中将、優等
- 菅原道大 中将
- 飯沼守 中将
- 七田一郎 中将
- 波田重一 中将
- 沼田多稼蔵 中将
- 本郷義夫 中将、優等
- 舞伝男 中将
- 丸山政男 中将
- 三宅俊雄 中将
- 渡辺正夫 中将
- 尾崎義春 中将
- 平林盛人 中将
- 竹内寛 中将
- 塩田定市 中将
- 長谷川基 中将
- 井関仭 中将
- 天谷直次郎 中将
- 田尻利雄 中将
- 林柳三郎 中将
- 河村董 中将
- 長谷川美代次 中将
- 三宅俊雄 中将
- 安倍定 中将
- 粟飯原秀 少将
- 小藤恵 少将
- 横山鎮明 少将
- 石原常太郎 少将
- 森尻伊祐 少将
- 松尾英一 少将
- 坂田義朗 歩兵大佐

### 32期（大正9年卒）
大正6年12月10日入校、大正9年11月22日卒業、59名
- 冨永信政 大将、第19軍（インドネシア）司令官、戦病死
- 青木重誠 中将、優等、戦死
- 大津和郎 中将、病没進級
- 酒井康 中将、首席、第17師団（ラバウル）長
- 武藤章 中将、優等、軍務局長、第14方面軍参謀長（極東国際軍事裁判で絞首刑）
- 石井嘉穂 中将
- 中村正雄 中将、戦死
- 酒井直次 中将、戦死
- 阪口芳太郎 中将
- 内山英太郎 中将
- 及川源七 中将
- 野田謙吾 中将
- 土橋勇逸 中将
- 麦倉俊三郎 中将
- 萱嶋高 中将
- 国崎登 中将
- 中沢三夫 中将
- 奈良晃　中将
- 永津佐比重 中将
- 西村琢磨 中将、法務死
- 中野英光 中将
- 馬場保雄 中将
- 森岡皐 中将
- 山本務 中将
- 村岡豊 中将
- 武内俊二郎 中将
- 秋山義兌 中将、自決
- 伊藤知剛 中将
- 前田治 中将
- 西村利温 中将
- 木村経広 中将
- 増野周万 中将
- 河村秀男 少将、優等
- 杵村久蔵 少将、優等、戦病死
- 加藤守雄 少将
- 松室孝良 少将
- 下山源平 少将
- 藤井貫一 少将
- 大妻茂澄 少将
- 佐々誠 少将、法務死
- 砂川泰 少将
- 森村経太郎 少将
- 佐藤要 少将
- 橋本欣五郎 砲兵大佐、野重砲兵第2連隊長、衆議院議員
- 深山亀三郎 砲兵中佐、優等、殉職

### 33期（大正10年卒）
大正7年12月11日入校、大正10年11月28日卒業、66名
- 澄田𧶛四郎 中将、首席、第1軍司令官、澄田智元日銀総裁の父
- 河辺虎四郎 中将、優等、第2航空軍司令官
- 下山琢磨 中将、優等、第5航空軍司令官
- 十川次郎 中将、優等
- 永見俊徳 中将、優等
- 矢野音三郎 中将、優等
- 伊佐一男 中将
- 岡崎清三郎 中将
- 櫛淵鍹一 中将
- 飯村穣 中将
- 上村幹男 中将
- 楠本実隆 中将
- 古閑健 中将
- 佐藤幸徳 中将、第31師団長（インパール作戦時に独断敵前退却）
- 桜田武 中将
- 西原貫治 中将
- 百武晴吉 中将
- 山縣業一 中将
- 寺本熊市 中将、自決
- 磯田三郎 中将
- 馬場正郎 中将、法務死
- 佐伯文郎 中将
- 物部長鉾 中将
- 竹下義晴 中将
- 竹原三郎 中将
- 武田馨 中将
- 三国直福 中将
- 中山惇 中将
- 北川一夫 中将
- 井上芳佐 中将
- 太田米雄 中将
- 上野勘一郎 中将
- 柴田信一 中将
- 井上靖 少将
- 畑勇三郎 少将
- 松井源之助 少将
- 鈴木敏行 少将
- 有村恒道 少将
- 間崎信夫 少将
- 堀三也 大佐

### 34期（大正11年卒）
大正8年12月1日入校、大正11年11月29日卒業、68名
- 安達二十三 中将、第18軍司令官、自決
- 石本寅三 中将、首席、第55師団長
- 遠藤三郎 中将、優等、陸軍航空士官学校長、陸軍航空本部総務部長、軍需省航空兵器総局長官、「赤の将軍」の異名を持つ親中派の護憲・反戦運動家、日中友好元軍人の会（現・日中友好交流の会）を設立。
- 四手井綱正 中将、優等
- 中村明人 中将、優等
- 西原一策 中将、優等
- 柳田元三 中将、優等、第33師団長
- 前田正実 中将
- 根本博 中将
- 小林浅三郎 中将
- 佐野忠義 中将、第34軍司令官、戦病死
- 岡田資 中将、 第13方面軍兼東海軍管区司令官、刑死
- 原守 中将、陸軍次官
- 岩崎民男 中将
- 中薗盛孝 中将、戦死
- 花谷正 中将
- 上村利道 中将
- 牧野四郎 中将、第16師団長、自決
- 柴山兼四郎 中将、陸軍次官
- 和知鷹二 中将
- 小林恒一 中将、戦病死
- 高品彪 中将、第29師団長、戦死
- 内田銀之助 中将
- 金岡嶠 中将
- 伴健雄 中将
- 正井義人 中将
- 堤不夾貴 中将
- 山本募 中将
- 鈴木繁二 中将、戦死
- 落合忠吉 中将
- 加藤怜三 中将
- 越生虎之助 中将
- 河原利明 中将
- 村治敏男 中将
- 平田正判 中将
- 鳥田隆一 中将
- 藤田朋 中将
- 大内孜 少将、戦死
- 田中隆吉 少将、兵務局長、羅南要塞司令官
- 川口清健 少将、歩兵第35旅団長
- 倉永辰治 少将、戦死
- 小松二郎 少将
- 本田農 少将
- 谷口呉朗 少将
- 今泉吉貞 少将
- 榎本宮 少将
- 鈴木謙二 少将
- 須見新一郎 歩兵大佐

### 35期（大正12年卒）
大正9年12月7日入校、大正12年11月29日卒業、72名
- 李王垠 王族、中将、第1航空軍司令官
- 栗林忠道 大将、優等、小笠原兵団長（硫黄島の戦いを指揮、帝国陸軍史上最年少の陸軍大将）
- 影佐禎昭 中将、優等、梅機関長（影佐機関）、第38師団（ラバウル）長
- 洪思翊 中将、第14方面軍（フィリピン）兵站監
- 佐々木登 中将、優等
- 富永恭次 中将、第4航空軍司令官、第139師団長、陸軍次官
- 広田豊 中将、優等
- 藤室良輔 中将、首席
- 山田清一 中将、優等
- 岩永　汪 中将
- 大迫通貞 中将
- 関　原六 中将
- 寺田済一 中将
- 細川忠康 中将
- 高橋多賀二 中将
- 高橋茂寿慶 中将
- 田中新一 中将、参謀本部第1部長、ビルマ方面軍参謀長
- 吉積正雄 中将
- 板花義一 中将、輜重兵科
- 川並　密 中将
- 片村四八 中将
- 重田徳松 中将
- 坪島文雄 中将
- 服部暁太郎 中将
- 林　義秀 中将
- 藤本鉄熊 中将
- 那須弓雄 中将
- 西大條胖 中将
- 山路秀男 中将
- 山本健児 中将
- 伊藤忍 中将
- 白銀義方 中将
- 福栄真平 中将（法務死）
- 河田末三郎 中将
- 吉原　矩 中将
- 山口信一 中将
- 宮川清三 中将
- 田辺助友 中将
- 毛利末広 中将
- 石川浩三郎 中将
- 谷口春治 中将
- 三浦忠次郎 中将
- 吉田峯太郎 中将
- 田中勤 中将
- 真野五郎 中将
- 坂本末雄 中将
- 国分新七郎 中将
- 奥村半二 中将
- 岡本徳三 少将
- 住吉　正 少将
- 岡本鎮臣 少将
- 下枝金之輔 少将
- 長谷川正憲 少将
- 松井貫一 少将
- 西原八三郎 少将
- 小野賢三郎 少将

### 36期（大正13年卒）
大正10年12月14日入校、大正13年11月29日卒業、64名
- 綾部橘樹 中将、首席、第7方面軍（シンガポール）参謀長
- 有末精三 中将、優等　大本営陸軍部第二部長（GHQとの交渉に携わり占領政策の円滑化を図る）
- 大城戸三治 中将、優等
- 河村参郎 中将、優等、インドシナ駐屯軍参謀長、法務死
- 桑名卓男 中将、優等
- 白銀重二 中将、優等
- 加藤鑰平 中将
- 川越守二 中将
- 原田義和 中将
- 田副　登 中将
- 遠山　登 中将
- 山内正文 中将 戦病死
- 馬奈木敬信 中将
- 中永太郎 中将
- 秋永月三 中将
- 池田純久 中将、関東軍参謀副長
- 三浦三郎 中将
- 須藤栄之助 中将
- 諫山春樹 中将
- 橋本秀信 中将
- 片桐茂 中将 戦死
- 河野悦次郎 中将
- 宮崎繁三郎 中将
- 名倉　栞 中将
- 斎藤義次 中将
- 鯉登行一 中将、第7師団長
- 塚田理喜智 中将
- 長嶺喜一 中将 病死
- 藤塚止戈夫 中将
- 松田　巌 中将
- 田中友道 中将
- 谷田勇 中将
- 内田孝行 中将
- 小林隆 中将 戦死
- 小原一明 中将
- 佐藤正一 中将
- 渡辺雅夫 中将
- 田村節蔵 中将
- 安倍克巳 少将 戦死
- 小畑信良 少将（輜重兵科からの卒業者）
- 園田晟之助 少将 戦死
- 馬場英夫 少将
- 井原茂次郎 少将
- 白滝理四郎 少将
- 満井佐吉 中佐

### 37期（大正14年卒）
大正11年12月14日入校、大正14年11月27日卒業、72名
- 稲田正純 中将、優等、南方軍総参謀副長、インパール作戦に反対
- 岡本清福 中将、優等、遣独伊連絡使節団長、自決
- 木下　勇 中将、優等、第2飛行師団（フィリピン）長、搭乗機墜落死
- 佐藤賢了 中将、軍務局長、第37師団長（極東国際軍事裁判で無期懲役）
- 辰巳栄一 中将、優等
- 原田宇一郎 中将、優等
- 藤澤繁三 中将
- 赤柴八重蔵 中将
- 雨宮巽 中将、自決
- 磯矢伍郎 中将
- 岩仲義治 中将
- 落合甚九郎 中将
- 片岡董 中将
- 川俣雄人 中将
- 久野村桃代 中将
- 佐久間亮三 中将
- 佐々真之助 中将
- 中西貞喜 中将
- 井桁敬治 中将
- 木下栄市 中将
- 塩沢清宣 中将
- 清水盛明 中将
- 長野祐一郎 中将
- 新妻雄 中将
- 納見敏郎 中将、第28師団（宮古島）長、自決
- 萩三郎 中将
- 外立岩治 中将、戦死
- 浜田平 中将、自決
- 星野利元 中将
- 横山静雄 中将
- 吉岡安直 中将
- 芳仲和太郎 中将
- 芳村正義 中将
- 沢田保富 中将
- 三島義一郎 中将
- 船引正之 中将
- 山脇正男 中将
- 稲村豊二郎 中将
- 西山福太郎 中将
- 池田浚吉 中将
- 北島卓美 中将
- 田島彦太郎 中将、法務死
- 高嶋辰彦 少将、首席
- 今田新太郎 少将
- 落合鼎五 少将
- 小堀金城 少将
- 桜井徳太郎 少将
- 二見秋三郎 少将
- 堀毛一麿 少将
- 宮野正年 少将
- 一田次郎 少将
- 堀内一雄 少佐・満州国陸軍少将、富士急行社長、衆議院議員
- 小川団吉 少将、戦病死
- 宮本清一 少将
- 小川泰三郎 少将
- 竹内安守 少将

### 38期（大正15年卒）
大正12年12月26日入校、大正15年12月7日卒業、58名
- 賀陽宮恒憲王 皇族、中将
- 鵜沢尚信 中将、優等、香港占領地総督部参謀長
- 木村松治郎 中将、優等、北方軍参謀長
- 後藤光蔵 中将、首席、防衛総司令部総参謀副長
- 吉田喜八郎 中将、優等、第1航空軍参謀長
- 秋永　力 中将、第6師団長
- 石野芳男 中将
- 小松光彦 中将
- 高橋　坦 中将、北支那方面軍参謀長
- 田坂専一 中将、関東防衛軍参謀長
- 田上八郎 中将、第36師団長、法務死
- 中西良介 中将、第5航空軍参謀長
- 原田次郎 中将
- 三上喜三 中将
- 峯木十一郎 中将
- 若松只一 中将、南方軍総参謀副長、陸軍次官
- 渡　左近 中将
- 藤村謙 中将
- 朝野寅四郎 中将
- 武田寿 中将
- 末藤知文 中将
- 小薗江邦雄 中将
- 大野広一 中将
- 山岡道武 少将、優等
- 山本茂一郎 少将、優等
- 岩畔豪雄 少将、日本大使館付武官補佐官、近衛歩兵第5連隊長
- 臼井茂樹 少将、戦死
- 隈部正美 少将
- 専田盛寿 少将
- 副島太郎 少将、戦死
- 千知波幸治 少将
- 元泉　馨 少将
- 森本軍蔵 少将
- 山県武光 少将、自決
- 渡辺三郎 少将
- 吉永朴 少将
- 石川琢磨 少将
- 吉田茂登彦 少将
- 北村可大 少将
- 臼井倹吾 少将
- 志方光之 少将
- 竹田政一 少将
- 千葉茂樹 中佐、朝鮮軍参謀（砲兵中佐、死去）

### 39期（昭和2年卒）
大正13年12月26日入校、昭和2年12月6日卒業、59名
- 磯村武亮 中将、首席、戦死、磯村尚徳（元NHKキャスター）の父
- 田村義富 中将、優等、戦死
- 土居明夫 中将、優等、第13軍（上海）参謀長
- 石田栄熊 中将
- 唐川安夫 中将、第6方面軍（漢口）参謀長
- 宮崎周一 中将、大本営陸軍部第一部長
- 森　　赳 中将、近衛第1師団長
- 大須賀応 中将、戦死
- 安部孝一 中将、第107師団長
- 石川　愛 中将
- 石田保忠 中将
- 国武三千雄 中将
- 公平匡武 中将、戦死
- 田村　浩 中将
- 中野良次 中将
- 樋口敬七郎 中将、台湾軍参謀長
- 宮下健一郎 中将、第1国境守備隊長
- 井原潤次郎 中将
- 矢野政雄 中将
- 森茂樹 中将
- 権藤恕 中将
- 楠山秀吉 中将、殉職
- 大橋熊雄 中将
- 青木喬 少将、優等
- 青津喜久太郎 少将
- 沢本理吉郎 少将、優等
- 石井正美 少将
- 岩本高次 少将
- 上田昌雄 少将
- 岡田菊三郎 少将
- 小池龍二 少将
- 富田直亮 少将
- 真田穣一郎 少将、大本営陸軍部第一部長、第2総軍参謀副長
- 谷萩那華雄 少将、法務死
- 渡辺　渡 少将
- 山口槌夫 少将、南方軍総参謀副長
- 太田公秀 少将
- 中井千万騎 少将
- 渡辺信吉 少将
- 藤村益蔵 少将
- 梶秀逸 少将
- 中川留雄 少将
- 多賀哲四郎 少将
- 中村儀十郎 少将
- 石川忠夫 少将
- 奥田千里 砲兵大佐、優等

### 40期（昭和3年卒）
大正14年12月26日入校、昭和3年12月12日卒業、47名
- 川上清志 中将、優等
- 千葉熊治 中将、優等
- 長　　勇 中将、第32軍参謀長、戦死
- 寺田雅雄 中将、首席
- 深堀游亀 中将
- 額田坦 中将、参謀本部第三部長
- 村田孝生 中将、独立歩兵第12旅団長
- 山田国太郎 中将、優等
- 山本清衛 中将
- 寺垣忠雄 中将
- 川久保鎮馬 中将
- 北島熊男 中将
- 当山弘道 中将
- 市田一貫 少将、戦死
- 小野寺信 少将
- 今井武夫 少将、支那派遣軍総参謀副長兼中華民国大使館付駐在武官
- 片倉衷 少将、関東軍参謀、第202師団長
- 川本芳太郎 少将
- 工藤良一 少将、優等
- 佐武勝司 少将、優等
- 佐方繁木 少将
- 坂間訓一 少将
- 重安穐之助 少将
- 那須義雄 少将
- 松村秀逸 少将
- 松村知勝 少将
- 山崎正男 少将
- 村田定雄 少将
- 三宮満治 少将
- 馬場英夫 少将
- 山之内二郎 少将
- 久保満雄 少将
- 黒田茂 少将
- 真方勲 少将
- 河越重定 少将
- 遠藤新一 少将
- 中村震太郎 少佐
- 田中　弥 大尉

### 41期（昭和4年卒）
大正15年12月24日入校、昭和4年11月29日卒業、49名
- 近藤新八 中将、第130師団（広東）長、法務死
- 有末次 中将、戦死
- 守屋精爾 中将、戦病死
- 池谷半二郎 少将、優等
- 立石方亮 少将、優等
- 中山寧人 少将、優等
- 西村敏雄 少将、首席、関東軍参謀
- 岡田重一 少将
- 小野打寛 少将
- 加治武雄 少将
- 北川潔水 少将
- 志村文雄 少将
- 鈴木敬司 少将
- 谷川一男 少将
- 友近美晴 少将
- 中山源夫 少将
- 浜田　弘 少将
- 林　太平 少将
- 林　勇蔵 少将
- 福島久作 少将
- 星駒太郎 少将
- 馬淵逸雄 少将
- 中村忠英 少将
- 徳永鹿之助 少将
- 中山貞武 少将
- 岡田元治 少将
- 寺倉小四郎 少将
- 浅海喜久雄 少将
- 福富伴蔵 少将
- 玉置温和 少将
- 中村三郎 少将
- 梅津広吉 少将
- 川目太郎 少将
- 小原重孝 大佐
- 八原博通 大佐、優等、第32軍高級参謀
- 成富政一 大佐、戦死
- 若松七郎 中佐、優等

### 42期（昭和5年卒）
昭和2年12月26日入校、昭和5年11月27日卒業、51名
- 中井増太郎 中将、第20師団長
- 安達久 少将、優等
- 今井一二三 少将
- 宇都宮直賢 少将
- 加藤義秀 少将
- 黒川邦輔 少将、戦死
- 桜井鐐三 少将、第一方面軍参謀長
- 西　義章 少将、戦死
- 原田貞憲 少将
- 福地春男 少将、獄死
- 本多三男 少将、戦死
- 松村　弘 少将
- 三好康之 少将
- 安達与助 少将
- 大坪一馬 少将
- 鏑木正隆 少将、法務死
- 土生秀治 少将
- 横山明 少将、戦死
- 水野桂三 少将
- 荒尾興功 大佐、優等
- 清家武夫 大佐、優等
- 西浦　進 大佐、首席
- 服部卓四郎 大佐、優等、大本営陸軍部作戦課長
- 堀場一雄 大佐、優等、第5航空軍参謀副長（支那、朝鮮）
- 藤田実彦 大佐

### 43期（昭和6年卒）
昭和3年12月24日入校、昭和6年11月28日卒業、51名
- 森　　巌 中将、戦死
- 秩父宮雍仁親王 皇族、少将
- 天野正一 少将、首席
- 島村矩康 少将、優等、戦死
- 西村乙嗣 少将、優等
- 早淵恒治 少将、優等
- 相京正夫 少将、自決
- 浅野克己 少将、戦死
- 大平秀雄 少将
- 加藤道雄 少将
- 川嶋虎之輔 少将
- 久米精一 少将 第209師団（加越部隊）師団長、蘭印パレンバン陸軍空挺部隊団長
- 小沼治夫 少将
- 坂井芳雄 少将
- 菅井斌麿 少将
- 永井八津次 少将
- 広瀬四郎 少将
- 藤原武 少将、戦死
- 三島美貞 少将
- 山田英男 少将
- 柴田芳三 少将
- 前沢長重 少将
- 古屋健三 少将
- 辻　政信 大佐、優等、関東軍参謀、第18方面軍参謀、自由民主党衆議院議員、同参議院議員
- 久門有文 大佐、優等、戦死
- 松谷　誠 大佐、陸将

### 44期（昭和7年卒）
昭和4年12月13日入校、昭和7年11月29日卒業、49名
- 閑院宮春仁王 皇族、少将
- 依知川庸治 少将
- 小川一郎 少将、墜死
- 奥　信夫 少将
- 大坪　潔 少将
- 木佐木久 少将
- 高品　朋 少将
- 都甲　徠 少将
- 宇垣松四郎 少将
- 児玉久蔵 少将
- 大野武城 少将
- 高月　保 大佐、優等、戦死
- 高橋鶴夫 大佐、優等
- 高山彦一 大佐、優等
- 武田功 大佐、優等
- 多田督知 大佐、優等
- 花本盛彦 大佐、首席
- 石井秋穂 大佐、陸軍省軍務局軍務課員、南方軍参謀、陸大教官
- 西郷従吾 大佐、大本営参謀、南方軍参謀、緬甸方面軍参謀、第23軍参謀、第20軍高級参謀（南支）
- 山縣有光 大佐、男爵、侍従武官、第21飛行団長
- 杉田一次 大佐、陸上幕僚長たる陸将、第17方面軍高級参謀、東久邇宮内閣総理大臣秘書官、第一復員大臣秘書官、北部方面副総監、陸上自衛隊富士学校長兼富士駐とん地司令、第3管区総監、東部方面総監、陸上幕僚長、日本郷友連盟会長、日本世界戦略協議会会長

### 45期（昭和8年卒）
昭和5年12月12日入校、昭和8年11月29日卒業、49名
- 阿部芳光 少将
- 江湖要一 少将
- 藤井滝人 少将、優等、戦病死
- 本郷忠夫 少将、戦死
- 吉武安正 少将
- 内野宇一 少将
- 於田秋光 大佐、優等
- 桜井敬三 大佐、優等
- 島貫武知 大佐、優等
- 牧達夫 大佐、首席
- 榊原主計 大佐
- 杉山　茂 大佐、陸上幕僚長たる陸将、参謀本部編制動員課動員班長、参謀本部庶務課高級課員、第18軍作戦主任参謀、第18軍高級参謀（ラバウル）、第一幕僚監部第三部長、陸上幕僚副長、陸上幕僚長、偕行社会長
- 山本林吾 中佐、優等

### 46期（昭和9年卒）
昭和6年12月12日入校、昭和9年11月29日卒業、51名
- 三輪　潔 少将
- 赤松貞雄 大佐、優等、内閣総理大臣秘書官（東條）
- 井戸田勇 大佐、優等
- 大坂順次 大佐、優等
- 高崎正男 大佐、優等
- 林　三郎 大佐、優等
- 細田　熙 大佐、首席
- 岡村愛一 大佐、第28軍高級参謀

### 47期（昭和10年卒）
昭和7年12月10日入校、昭和10年11月29日卒業、45名
- 権藤正威 少将、優等、戦死
- 佐藤　直 少将
- 大賀時雄 大佐、優等
- 島貫常行 大佐、優等
- 高山信武 大佐、首席、大本営兵站総監部参謀
- 山本　新 大佐、優等
- 種村佐孝 大佐
- 石川秀江 中佐、優等

### 48期（昭和11年卒）
昭和8年12月12日入校、昭和11年11月29日卒業、39名
- 中村　貢 少将、優等、戦死
- 今泉金吾 大佐、優等
- 岡村誠之 大佐、優等、駐蒙軍高級参謀
- 高瀬啓治 大佐、首席
- 棚橋茂雄 中佐、優等
- 沢本　勝 少佐、優等

### 49期（昭和12年卒）
昭和9年12月13日入校、昭和12年10月28日卒業、41名
- 草地貞吾 大佐、優等、関東軍作戦主任参謀、1949年ソ連国内法(刑法第58条第4項 資本主義幇助罪)により強制労働25年の判決を受け、1956年12月26日シベリア抑留より復員。
- 吉田元久 大佐、首席
- 芝生英夫 中佐、優等
- 野原博起 中佐、優等
- 水町勝城 中佐、優等
- 吉川源三 中佐、優等

### 50期（昭和13年卒）
昭和10年12月13日入校、昭和13年5月28日卒業、41名
- 竹田宮恒徳王 皇族、中佐
- 近藤伝八 大佐、首席、戦死
- 重野誠雄 大佐、優等、南方軍参謀(兵站主任)、陸軍大学校教官、陸軍省軍務局戦備課高級課員
- 吉橋戒三 大佐、陸将、優等、陸軍大学校教官、侍従武官、第5管区総監（陸自）、西部方面総監、陸上自衛隊幹部学校長
- 鹿子島隆 中佐、優等
- 山口英治 中佐、優等
- 和田盛哉 中佐、優等
- 加登川幸太郎 中佐
- 藤原岩市 中佐、陸将、第21軍参謀（広東）、陸上自衛隊調査学校長、第12師団長（陸自）、第1師団長（陸自）、国防政策研究会会長
- 吉江誠一 中佐、陸上幕僚長たる陸将、閑院宮載仁親王付武官、大本営参謀、第13師団長（陸自）、統合幕僚会議事務局長兼統合幕僚学校長、陸上幕僚長

### 51期（昭和13年卒）
昭和11年12月14日入校、昭和13年12月8日卒業、51名
- 李鍵公 王族、中佐
- 岩越紳六 中佐、優等
- 梅沢治雄 中佐、優等
- 越次一雄 中佐、優等、戦死
- 瀬島龍三 中佐、首席、大本営参謀、関東軍参謀、1946年極東国際軍事裁判にソ連側証人として草場辰巳大将らと共に出廷後、ソ連刑法(第58条第4項 資本主義幇助罪並びに同条第6項 スパイ罪)による戦犯として強制労働25年の判決を受け受刑後、1956年8月18日に復員、伊藤忠商事会長
- 竹下正彦 中佐、陸将、優等、参謀本部編制班長兼動員班長、陸軍省軍務局軍務課内政班長、防衛大学校幹事、第9混成団長、第4管区総監、第4師団長（陸自）、陸上自衛隊幹部学校長
- 宮崎舜市 中佐、優等
- 尾関正爾 中佐、川島町長

### 52期（昭和14年卒）
昭和12年11月1日入校、昭和14年11月27日卒業、52名
- 北白川宮永久王 皇族、少佐、戦死
- 朝枝繁春 中佐、優等、大本営参謀（作戦課）
- 天野良英 中佐、統合幕僚会議議長たる陸将、優等
- 新井　健 中佐、優等
- 浦茂 中佐、航空幕僚長たる空将、優等
- 田中耕二 中佐、空将、優等、航空幕僚監部防衛部長、航空幕僚副長、中部航空方面隊司令官
- 原　四郎 中佐、一等空佐、首席、陸上自衛隊資料隊整理科資料整理課長、航空幕僚監部調査課長、防衛庁戦史編慕官、伊藤忠電子計算サービス（現・伊藤忠テクノソリューションズ）取締役
- 宮元静雄 中佐
- 山内豊秋 中佐

### 53期（昭和15年卒）
昭和13年6月11日入校、昭和15年6月17日卒業、49名
- 孚彦王 皇族、中佐
- 国武輝人 中佐、優等
- 高木作之 中佐、空将、首席、第5飛行師団参謀、第6飛行師団参謀、第4航空軍参謀、大本営陸軍参謀、第1航空軍参謀
- 橋本正勝 中佐、優等
- 稲葉正夫 中佐、大本営参謀、防衛庁戦史室編纂官
- 白石通教 中佐、畑俊六元帥副官、公務死
- 椎崎二郎 中佐、自決
- 塚本政登士 中佐、陸将
- 近藤進 少佐、優等、第1航空軍参謀
- 野々村美昊 少佐、一等陸佐、優等、大本営参謀、教育総監部第2課員、第21普通科連隊長、秋田駐屯地司令
- 晴気　誠 少佐、優等、大本営参謀、自決
- 畑中健二 少佐、自決

### 54期（昭和16年卒）
昭和13年12月27日入校、昭和16年7月31日卒業、73名
- 李鍝公 公族、大佐、戦死
- 板垣徹 中佐、優等、第12方面軍参謀
- 汾陽光文 中佐、空将、優等、大本営参謀、航空総軍参謀、航空幕僚監部人事教育部長、飛行教育集団司令、統合幕僚会議事務局長、統合幕僚学校長
- 佐野常光 中佐、陸将捕、優等、関東軍参謀、大本営参謀、西部方面総監部幕僚長、自衛隊体育学校長
- 日隅良 少佐、一等陸佐、優等、南方軍参謀
- 平野斗作 少佐、陸将、優等、大本営参謀、第2総軍参謀、東部方面総監部幕僚長、第10師団長（陸自）
- 益田兼利 少佐、陸将、首席、第11軍参謀（中支）、大本営参謀、陸軍省軍務局課員、北部方面総監部幕僚長、第2師団長（陸自）、陸上幕僚監部第5部長、陸上幕僚副長、東部方面総監

### 55期（昭和16年卒）
昭和14年12月13日入校、昭和16年12月5日卒業、70名
- 三笠宮崇仁親王 皇族、少佐、航空総軍参謀、歴史学者
- 井田正孝 中佐、優等、台湾軍参謀、第10方面軍参謀、陸軍省軍務局課員、電通総務部長、電通映画社常務
- 浜谷政男 中佐、優等、陸軍省軍務局軍事課員
- 山本信市 中佐、優等、第18軍参謀
- 神直道 中佐、大本営参謀、第8飛行師団参謀、第32軍兼第6航空軍兼第8飛行師団参謀、第6航空軍参謀
- 東愛吉 少佐、参謀本部参謀、第7飛行師団参謀、第13普通科連隊長兼松本駐屯地司令、第10師団幕僚長、輸送学校副校長、防衛庁陸上幕僚監部付
- 緒方景俊 少佐、航空幕僚長たる空将、首席、大本営参謀、陸軍省軍務局課員、防衛研修所副所長、航空自衛隊幹部候補生学校長、統合幕僚会議事務局長兼統合幕僚学校長、航空幕僚副長、航空幕僚長
- 衣笠駿雄 少佐、統合幕僚会議議長たる陸将、優等、第4航空軍参謀、陸軍航空本部総務部員、航空本部総務部員兼航空総軍参謀、第1空挺団長、陸上自衛隊航空学校長、陸上幕僚監部第4部航空課長、陸上幕僚監部第3部長、第3師団長（陸自）、陸上幕僚副長、陸上幕僚長、統合幕僚会議議長
- 久納清之助 少佐、陸将、優等、大本営参謀、第8方面軍参謀、陸上幕僚監部第4部長、第12師団長（陸自）

### 56期（昭和17年卒）
昭和15年12月26日入校、昭和17年11月30日卒業、96名
- 松永真一郎 中佐、優等、第18軍参謀、戦死
- 堀栄三 中佐、陸将補、大本営陸軍部第2部第6課（米国班）参謀、第14方面軍作戦参謀、陸軍省軍務局課員、陸上幕僚監部第2部国外班長、駐西ドイツ大使館防衛駐在官、統合幕僚会議第2室長、西吉野村長
- 酒井正美 少佐、優等、大本営参謀、陸軍省軍務局軍事課課員、新潟ゴム常務、新潟ゴム代表、日加工業（現・日加商工）常務
- 田中俊資 少佐、首席、関東軍参謀、大本営参謀、南朝研究家、田中静壱陸軍大将の次男
- 戸梶金次郎 少佐、優等、参謀本部部員（大本営陸軍参謀）
- 中村龍平 少佐、統合幕僚会議議長たる陸将、優等、関東軍参謀、大本営参謀、第3普通科連隊長、東部方面総監部幕僚副長、統合幕僚会議事務局第2幕僚室長、第11師団長（陸自）、東部方面総監、陸上幕僚長、統合幕僚会議議長
- 渡辺博 少佐、陸将、優等、第14方面軍参謀、陸上幕僚監部第3部長、第2師団長（陸自）、第1師団長（陸自）、中部方面総監
- 野口省己 少佐、陸将補、第56師団参謀、第33軍参謀、第9普通科連隊第3大隊長、出雲駐屯地司令兼第8普通科連隊第1大隊長、第3管区総監部第3部長、陸上自衛隊幹部学校教官、登山家野口健の祖父
- 野中国男 少佐、第31師団参謀、自決
- 津野田知重 少佐、第36師団参謀、大本営参謀、日本科学技術振興財団専務理事、津野田是重陸軍少将の三男

### 57期（昭和18年卒）
昭和16年12月24日入校、昭和18年11月30日卒業、93名
- 金冨与志二 中佐、優等、ビルマ方面軍参謀、日本工業新聞専務、サンケイビル取締役、サンケイビル社長、スバス・チャンドラ・ボースの遺骨返還に尽力
- 薬丸兼教 中佐、戦死
- 大橋吉夫 少佐、優等、南方軍参謀
- 中島純雄 少佐、優等
- 登東洋夫 少佐、優等、参謀本部ロシア課員、公安調査庁神奈川地方公安調査局長、公安調査庁研修所長
- 笛田房吉 少佐、空将補、優等、第17方面軍参謀、航空幕僚監部防衛部副部長、航空自衛隊幹部学校副校長兼市ヶ谷基地司令、航空自衛隊幹部候補生学校長
- 山口二三 少佐、空将補、優等、南方軍参謀、航空幕僚監部防衛部長、航空幕僚長候補だったが、防衛庁機密漏洩事件の捜査の最中に自殺
- 後勝 少佐、緬甸方面軍参謀、東洋紙業株式会社副社長、同最高顧問
- 堀江正夫 少佐、陸将、第18軍参謀、東部方面総監部幕僚長兼市ヶ谷駐屯地司令、第3師団長、陸上幕僚監部第5部長、陸上幕僚副長、西部方面総監、自由民主党参議院議員、日本郷友連盟会長、英霊にこたえる会会長、同名誉会長

### 58期（昭和19年卒）
昭和17年12月13日入校、昭和19年7月31日卒業、103名（内、航空学生の一部16名は昭和19年5月に卒業する。）
- 盛厚王 皇族、少佐、第36軍情報参謀、貴族院議員、皇籍離脱、帝都高速度交通営団監事
- 中津川七良 中佐、優等、戦死
- 古賀秀正 少佐、自決
- 小林一男 少佐、優等、陸軍省兵務局兵務課員
- 是松俊夫 少佐、優等（昭和19年5月卒業）、第14方面軍参謀
- 高杉恭自 少佐、陸将、優等、関東軍参謀、陸上自衛隊富士学校特科教育部長、陸上幕僚監部第2部収集班長兼情報計画班長、防衛研修所副所長、陸上自衛隊通信学校長兼久里浜駐とん地司令、第4師団長（陸自）、東北方面総監
- 田中岩男 少佐、優等（昭和19年5月卒業）、第4航空軍参謀
- 南　重義 少佐、優等、第1総軍参謀
- 倉澤清忠 少佐（昭和19年5月卒業）
- 白川元春 少佐、統合幕僚会議議長たる空将（昭和19年5月卒業）
- 曲　壽郎 少佐、 陸上幕僚長たる陸将
- 上田泰弘 少佐、航空幕僚長たる空将
- 山口立 少佐　陸上自衛隊陸将、第4師団長（陸自）・陸上自衛隊富士学校長、隊友会常務理事

### 59期（昭和19年卒）
昭和18年12月1日入校、昭和19年12月20日卒業、199名
- 愛新覚羅溥傑 清朝最後の皇帝である宣統帝の弟。
- 植村英一 少佐、優等
- 大塚賢治 少佐、優等
- 高橋正二 少佐、優等
- 高橋照次 少佐、優等
- 谷村　弘 少佐、優等
- 寺本　光 少佐、優等
- 三好秀男 少佐、優等
- 保田直文 少佐、優等
- 志位正二 少佐 志位和夫の伯父
- 山本舜勝 少佐
- 渡邊　正 少佐
- 遠藤正美 中佐（被爆死）

### 60期（昭和20年卒）
昭和20年2月11日入校、昭和20年8月6日卒業、120名
- 石原貞吉 少佐
- 河野庫吉 少佐、優等
- 阪　初彦 少佐、優等
- 浜田秦臣 少佐、優等
- 森下三千𨈺 少佐、優等
- 義江　駿 少佐、優等
- 真嶋　浩 少佐
- 塚本勝一 大尉、優等
- 滝澤良郎 少佐
- 高俐 少佐
- 好川三郎 少佐

### 専科1期（昭和9年卒）
昭和9年卒業、9名

### 専科2期（昭和10年卒）
昭和10年卒業、11名
- 久世弥三吉 少将

### 専科3期（昭和11年卒）
昭和11年卒業、9名
- 伴信也 少将

### 専科4期（昭和12年卒）
昭和12年卒業、16名
- 佐治直影 少将

### 専科5期（昭和13年卒）
昭和11年卒業、44名
- 水谷一生 大佐